# Bethun
Bethun är en utslocknad svensk adelsätt av skotskt ursprung. Namnet är en försvenskning av  Bethune, som bärs av den skotska klan, som ätten uppges härstamma från.
Enligt Anrep kom släkten till Sverige med Herkules Bethun (Anreps stavning), som efter  engelske och skotske kungen Karl I:s fall 1645 kom till Sverige och blev major vid Västgöta regemente till häst. Hans son Paul blev överstelöjtnant vid artilleriet i Jönköping  och hans sonsöner Paul (1661–1729) och Herkules (1669–1711), naturaliserades som svenska adelsmän 1693. De introducerades 1706 på Riddarhuset under nummer 1402. Båda bröderna var artillerister; Paul slutade med överstes titel, medan Herkules var styckjunkare.
Släkten fortlevde på manssidan med söner och sonsöner till den yngre Paul. Den utslocknade på manssidan 1800 med en sonson. På kvinnosidan fortlevde den ytterligare en generation till 1840. Med ett undantag gjorde samtliga män av släkten som nådde vuxen ålder, totalt 10 personer, någon form av militär karriär.